# Martin Andresen
Pour les articles homonymes, voir Andresen.
Martin Andresen est un footballeur norvégien né le 2 février 1977.

## Biographie
Après avoir joué dans divers clubs norvégiens et anglais, il devient entraîneur-joueur du club du Vålerenga Fotball en 2009, puis simple entraîneur en 2010.
En 2013, il rechausse les crampons avec le Stabæk Fotball.
Martin Andresen a également joué dans l'équipe nationale de Norvège de 2001 à 2009.

## Palmarès
- Stabæk
  - Vainqueur de la Coupe de Norvège en 1998.

- SK Brann
  - Champion de Norvège en 2007.

- Vålerenga IF
  - Vainqueur de la Coupe de Norvège en 2008.